# Castello di Kaunas

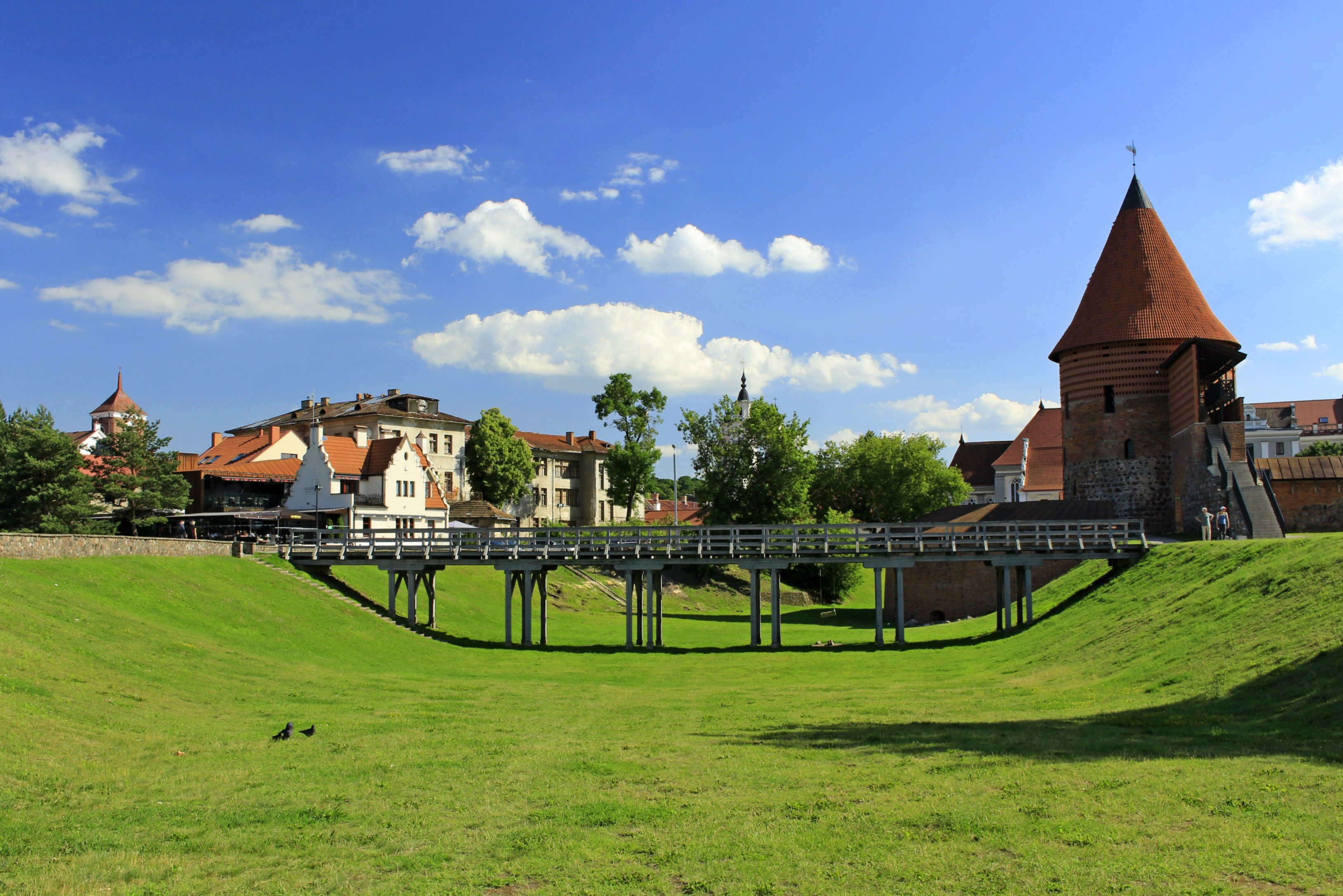
Foto del 2017

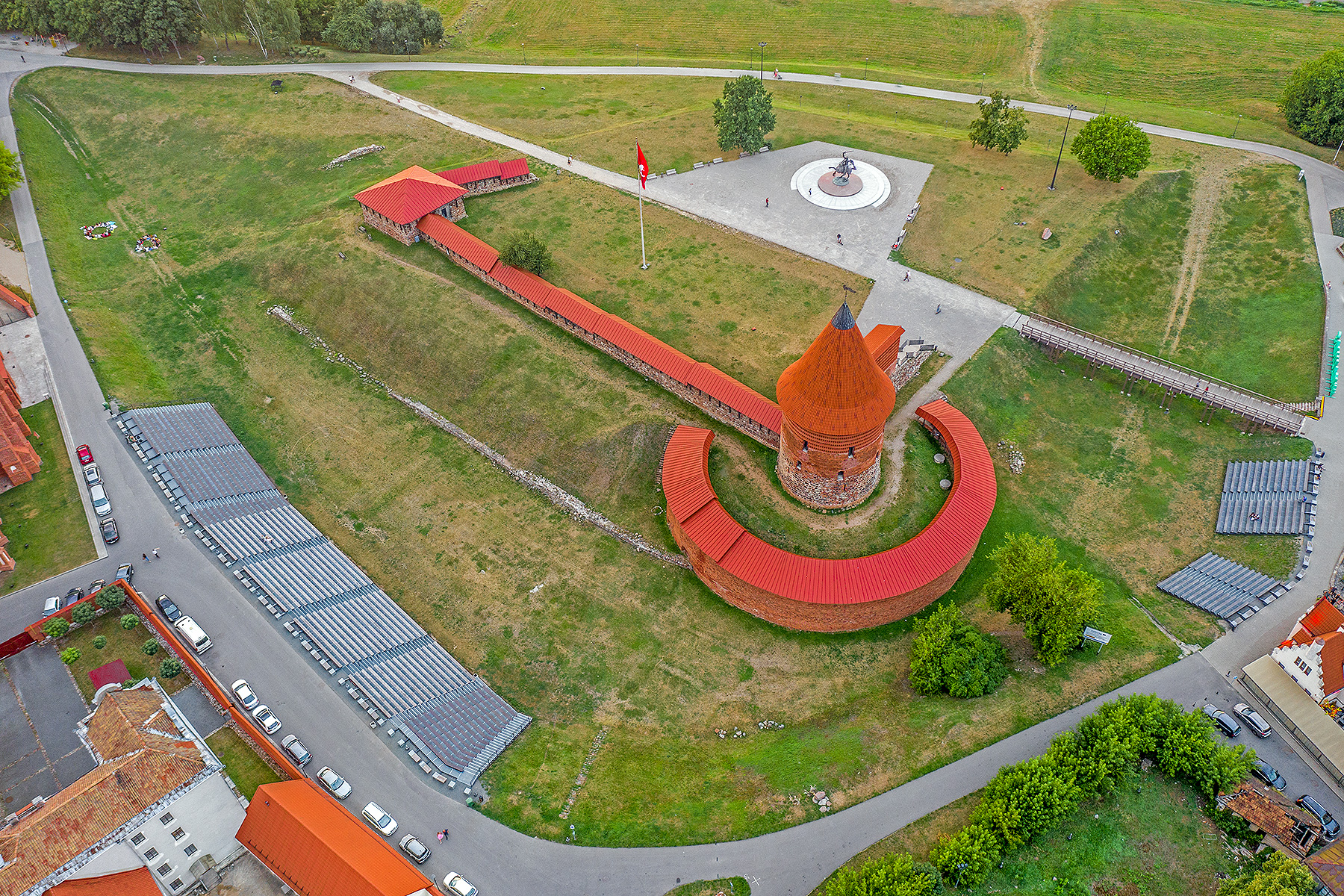
Foto del 2021

Il castello di Kaunas (Kauno Pilis), si trova nella città omonima lituana. Scavi archeologici suggeriscono che esso venne edificato durante la metà del XIV secolo in stile gotico. La sua locazione è strategica, esso infatti si innalza sulle rive del fiume Nemunas nei pressi della sua confluenza con il fiume Neris. All'inizio del XXI secolo, circa un terzo del castello è ancora in piedi.

## Storia
La data precisa della sua costruzione è ignota. Alcuni scavi archeologici mostrano che un castello in pietra venne edificato intorno alla metà del XIV secolo. Situato sopra una sponda elevata del fiume Nemunas a circa 100 km dalla capitale Vilnius, esso aveva lo scopo di avamposto strategico per la protezione delle cittadine vicine quanto vie di commercio.
Un documento risalente al 1361, testimonia la richiesta del Gran Maestro dell'Ordine Teutonico di raccogliere informazioni riguardo al castello, soprattutto riguardo allo spessore delle sue mura, in preparazione di un assalto. Nel 1362 il castello in effetti subì un assedio da parte dell'Ordine Teutonico, che durò circa tre settimane. Durante l'attacco i Cavalieri Teutonici costruirono una torre d'assedio e una macchina da guerra per la perforazione delle mura, probabilmente si fece uso di rudimentali armi da fuoco in quanto la polvere da sparo stava emergendo allora come strumento di guerra in tutta Europa. Secondo Wigand di Marburgo la guarnigione del castello era composta da 400 soldati Lituani, comandati da Kęstutis, figlio di Vaidotas. Dopo tre settimane gli assedianti riuscirono a fare una breccia nelle mura ed il castello venne subito preso. La domenica di Pasqua i Cavalieri Teutonici celebrarono una messa per festeggiare la presa del castello.
Sembra che dei 400 uomini della guarnigione solo 36 sopravvissero. Alcuni dubbi rimangono sull'assenza di soccorsi agli assediati dall'esterno. Ad ogni modo, Kęstutis riuscì a riconquistare molto presto il castello, ma esso rimase un motivo di conflitto per lungo tempo tra i Lituani e i Cavalieri Teutonici.